# Pholidoscelis maynardi
Pholidoscelis maynardi (інагуанська амейва) — вид ящірок родини теїдових (Teiidae). Ендемік Багамських Островів. Вид названий на честь американського натураліста Чарльза Джонсона Мейнарда.

## Підвиди
Виділяють три підвиди:
- Pholidoscelis maynardi maynardi (Garman, 1888) — північне і західне узбережжя Великого Інаґуа[fr];
- Pholidoscelis maynardi parvinaguae (Barbour & Shreve, 1936) — Малий Інаґуа[en];
- Pholidoscelis maynardi uniformis (Noble & Klingel, 1932) — схід і південь Великого Інаґуа.

## Поширення і екологія
Інагуанські амейви мешкають на островах Великий і Малий Інаґуа на півдні Багамського архіпелагу. Вони живуть в сухих чагарникових заростях і тропічних лісах, в парках і садах, переважно в піщаних місцевостях. Відкладають яйця.